# Autorità di bacino regionale Ombrone
L'Autorità di bacino regionale Ombrone è stata una delle autorità della Toscana che opera nel settore della difesa del suolo.
È stato un ente pubblico economico che gestisce i bacini idrografici del fiume Ombrone.
La sede amministrativa era a Grosseto.